# Комісаров Олег Вадимович
Олег Вадимович Комісаров (23 березня 1948, Київ — 15 січня 2024) — український хоровий диригент, доктор філософії, професор, заслужений діяч мистецтв України, член-кореспондент Української технологічної академії (2013), доктор філософії.
Батько української скрипальки Аліни Коміссарової.

## Біографія
Олег Комісаров народився 23 березня 1948 в Києві, Україна.
В 1971 році закінчив Київську консерваторію (нині — Національна музична академія України ім. П. І. Чайковського), а в 1984 — аспірантуру при Науково-дослідному інституті художнього виховання АПН СРСР в Москві.
З 1971 року (з перервою) працював викладачем, доцентом, заступником декана музично-педагогічного факультету Київського педагогічного інституту імені О. М. Горького (нині — Національний педагогічний університет імені М. П. Драгоманова).
У 1993—2007 роках. займав посаду професора, завідувача створеної та організованої ним кафедри музичної педагогіки, помічника ректора Національної музичної академії України імені П. І. Чайковського.
2009—2020 року — професор кафедри сурдопедагогіки факультету корекційної педагогіки та психології Національного педагогічного університету імені М. П. Драгоманова.
З 2020 року — професор кафедри хорового диригування Національної музичної академії України імені П. І. Чайковського, Радник ректора НМАУ

## Наукова діяльність
Автор інноваційної концепції корекції вербального та вокального голосу дітей з порушеннями слуху на фонетичній основі рідної мови.
Уперше в історії сурдопедагогіки в Україні розробив теоретичне підґрунтя та шляхи практичної реалізації музичного мистецтва у сферу корекції порушень розвитку глухих та слабочуючих дітей.
Розробник державного галузевого стандарту освіти зі спеціальностей 7/8.020207 «музична педагогіка та виховання», затверджених Міністерством освіти і науки України, експерт МОН України з ліцензування та акредитації вищих навчальних закладів.
Автор понад 100 публікацій, серед яких наукові статті, навчальні програми, репертуарно-методичні та нотні збірки академічного, освітянського, музичного, громадського спрямування.

## Мистецька діяльність
Концертний диригент-хормейстер провідних професійних та самодіяльних колективів, готував прем'єру опери «Ярослав Мудрий» до 1000-ліття хрещення Київської Русі на сцені Національної опери України, був головним хормейстером урядових концертів до урочистих подій в історії держави.
Керівник Заслуженої хорової капели України Південно-західної залізниці, Заслуженої хорової капели України НВО «Більшовик» та інших самодіяльних хорових колективів України.
Здійснив фондові записи хорових творів на Українському радіо і телебаченні.
Заступник Президента Асоціації діячів музичної освіти та виховання при Національній Всеукраїнській музичній спілці, член науково-методичних рад при МОН України, працював і очолював журі республіканських, обласних хорових конкурсів. Активіст Асоціації Європейських консерваторій, Музичних академій та Вищих шкіл музики (АЕС).

## Відзнаки і нагороди
- Лауреат Всесоюзного фестивалю народного мистецтва СРСР (1978)[3]
- Почесна грамота ЦК ЛКСМ України (1978)
- Почесна грамота Міністерства освіти України (1986)
- Значок «Відмінник народної освіти УРСР» (1987)
- Заслужений діяч мистецтв України (1998)[5]
- Почесна грамота Академії мистецтв України (2002)
- Почесна грамота Кабінету Міністрів України (2003)[6]
- Подяка Міністерства культури України (2012)[7]
- Медаль «За наукові досягнення» (2013)[8]
- Знак «Ушинський К. Д.» Національної академії педагогічних наук України (2013)[8]
- Золота медаль «Михайло Петрович Драгоманов 1841—1895 рр.»[4]
- Почесна грамота Верховної ради України «За особливі заслуги перед Українським народом» (2018)[9]
- Орден «За видатні досягнення у музичному мистецтві» (2019)[10][2]
- Пам'ятна Медаль до 105-річчя від заснування Національної музичної академії України імені П. І. Чайковського (2019)[2]

## Основні праці

### Окремі видання
- Комиссаров О. В. Обучение пению школьников на фонетической основе родной речи: монография / О. В. Комиссаров. — 2-е изд. , испр. доп. — Киев, 2017. — 204 с.
- Комиссаров О. В. Обучение пению школьников на фонетической основе родной речи  : монография / О. В. Комиссаров. — Киев: Издательская группа «Око», 2011. — 204 с.
- Комиссаров О. В. Фонетический метод в формировании вокально-артикуляционных навыков у учащихся младших классов: на материале школ УССР: автореф. дис… канд. педагогических наук : 13.00.02 / Комиссаров Олег Вадимович ; АПН СССР, НИИ художеств. воспитания. — Москва, 1983. — 20 с.
- Комісаров О. Використання сучасних технологій вивчення артикуляції у формуванні вимови дітей з вадами слуху // Науковий часопис НПУ ім. М. Драгоманова, серія 19, вип. 22, 2012. — С.98-103.
- Комісаров О. Методика викладання дисциплін кваліфікації у вищій школі: 8.010103 / Олег Комісаров. — Київ: КПУ ім. Б. Грінченка, 2010. — 104 с.
- Комісаров О. В. Дипломна робота зі спеціальності 7.010103 Педагогіка і методика середньої освіти. Музика: навч. посіб. / О. В. Комісаров, Г. Г. Кондратенко, К. І. Волинець ; Київ. ун-т ім. Бориса Грінченка, Ін-т мистец. — Київ: Київ. ун-т ім. Б. Грінченка, 2011. — 91 с.
- Комісаров О. В. Навчання співу школярів на фонетичній основі рідної мови: монографія / Комісаров О. В. — Вид. 2-е, виправл., доповн. — Київ: ВГ «ОКО», 2017. — 205 с.
- Комісаров О. В. Початкове навчання співу на фонетичній основі української мови: навч. посібник / О. В. Комісаров ; ІСДО. — Київ: [б.в.], 1995. — 88 с.
- Твоя пісня: пісенник для молоді. Випуск 3 / уклад. О. В. Комісаров ; ред. А. Г. Любченко. — Київ: Музична Україна, 1990. — 125 с.
- Фомічова Л. І. Розвиток слухового сприймання: 1 клас: підручник для спеціальних загальноосвітніх навчальних закладів для глухих дітей та дітей зі зниженим слухом / Л. І. Фомічова, В. Л. Котова, О. В. Комісаров. — Київ: Либідь, 2014. — 208 с. : ISBN 978-966-06-0676-0
- Фомічова Л. І. Розвиток слухового сприймання: 2 клас: підручник для спеціальних загальноосвітніх навчальних закладів для глухих дітей та дітей зі зниженим слухом / Л. І. Фомічова, В. Л. Котова, О. В. Комісаров. — Київ: Либідь, 2014. — 224 с. : ISBN 978-966-06-0677-7.
- Фомічова Л. І. Розвиток слухового сприймання: Підготовчий клас: підручник для спеціальних загальноосвітніх навчальних закладів для глухих дітей та дітей зі зниженим слухом / Л. І. Фомічова, В. Л. Котова, О. В. Комісаров. — Київ: Либідь, 2014. — 192 с. : ISBN 978-966-06-0675-3.

### Статті
- Комісаров О. Музична педагогіка: галузеві стандарти освіти як складова діяльності НМАУ / О. Комісаров // Науковий вісник Національної музичної академії України імені П. І. Чайковського. — Київ, 2003. — Вип. 29 : Музична освіта в Україні: теорія і практика. — С. 5-20.
- Комісаров О. В. Грані особистості // Ємельянова Л. П. Родина Тимошенків / Л. П. Ємельянова ; [наук. консультант О. В. Комісаров ; ред. О. М. Тищенко]. — Київ: [б. в.], 2012. — С. 278—324.
- Комісаров О. Психологічна та педагогічна експертиза комп'ютерних програм мелотипії / О. Комісаров // Вісник Інституту розвитку дитини. Сер. : Філософія, педагогіка, психологія. — 2014. — Вип. 35. — С. 136—145. — Режим доступу: http://nbuv.gov.ua/UJRN/Vird_2014_35_25
- Комісаров О. В. Навчальний репертуар як чинник формування пізнавально-естетичного інтересу студентів / О. В. Комісаров, С. М. Рябінко // Професійна мистецька освіта і художня культура: виклики ХХІ століття: матеріали Міжнародної науково-практичної конференції, 16-17 жовтня 2014 р., м. Київ / Благодійний фонд сприяння розвитку освіти імені Бориса Грінченка, Київ. ун-т ім. Б. Грінченка. — Київ: Київ. ун-т імені Бориса Грінченка, 2014. — С. 622—631.